# یانگ یون-جی
یانگ یون-جی (به انگلیسی: Yang Yeon-je) با نام اصلی یانگ های-سان (به انگلیسی: Yang Hye-sun) (زاده ۱۵ اکتبر ۱۹۹۹)خواننده و رقصنده اهل کره جنوبی است.